# Розенфельд, Ефим Маркович
Ефи́м Ма́ркович Розенфе́льд (1894—1964) — советский эстрадный композитор, пианист и дирижёр. Автор музыки популярных довоенных песен, написанных в ритме танго: «Люблю» («Вам возвращая ваш портрет…») и «Счастье моё»,

## Биография
С 1922 года — артист Мосэстрады. В 1938 году основал (вместе с сестрой и тремя братьями-музыкантами) джаз-оркестр «Джаз-аккордеон ансамбль», с которым гастролировал по стране. В 1950 году, когда в СССР шла борьба с космополитизмом, оркестр был расформирован.
Скончался в Москве в 1964 году. Похоронен на Востряковском кладбище.

## Песни и их исполнители

Пластинка с песней «Люблю»

Песни «Люблю» и «Счастье моё» впервые были исполнены Георгием Виноградовым (вышли на пластинке в 1939 году). Спустя 40 лет, в 1980 году Иосиф Кобзон включил их в свой ретро-альбом «Танго, танго, танго…» (Мелодия, С60 15763-4). Борис Гребенщиков спел песню «Счастье моё» на сольном альбоме «Чубчик» (1996).
Ещё одну песню Ефима Розенфельда — «Старые письма» — исполняла Клавдия Шульженко.

## Дискография (прижизненная)
9271-9272 (1939 год, 78 об/мин)
1. Люблю (Е. Розенфельд — Н. Венгерский)
2. Счастье мое (Е. Розенфельд — Г. Намлегин)

Георгий Виноградов и аккордеонный ансамбль. Дирижёр Е. М. Розенфельд
ЛРК 3296 (1940 год, 78 об/мин)
1. Ростом мал (Е. Розенфельд — И. Финк)

Илья Гурко, фортепиано — Яков Спивак.
ЛРК 3385 (1940 год, 78 об/мин)
1. Фиалки (муз. Е. Розенфельда)

Артисты Лепянские (ансамбль цимбалистов), партия ф-но Г. Скавронского.
13103 (1945 год, 78 об/мин)
1. Старые письма (Е. Розенфельд — В. Крахт) — Клавдия Шульженко. На второй стороне (13104) — песня «Руки» (И. Жак — В. Лебедев-Кумач) также в исполнении К. Шульженко.